# معهد إدوارد جينر لأبحاث اللقاحات
معهد إدوارد جينر لأبحاث اللقاحات كان معهد أبحاث مستقل سمي باسم إدوارد جينر، مخترع التطعيم، ويتشارك هذا المركز مع مختبر كومبتون التابع لمعهد صحة الحيوان في حرم جامعي في قرية كومبتون الإنجليزية، وبعد شغله مساحة مختبرية مؤقتة في معهد صحة الحيوان من عام 1996 ، انتقل المعهد إلى مبنى المختبر المكتمل حديثًا في عام 1998، واستمر تمويل المعهد حتى أكتوبر 2005 عندما تم إغلاقه.
تم إنشاء معهد جديد تشكل عبر شراكة بين جامعة أوكسفورد ومعهد المملكة المتحدة لصحة الحيوان في نوفمبر 2005، ويقع مقر معهد جينر الجديد هذا في أكسفورد، وتدعمه مؤسسة خيرية معينة، هي مؤسسة جينر فايسكين.
وتم ابتعاث بعض الطلاب السعوديين لإكمال بحوث على اللقاحات في هذا المعهد الجديد.

## روابط خارجية
- الموقع الإلكتروني لمعهد جينر
- دورات جامعة أوكسفورد / معهد إدوارد جينر للقاحات